# Henry von Phul

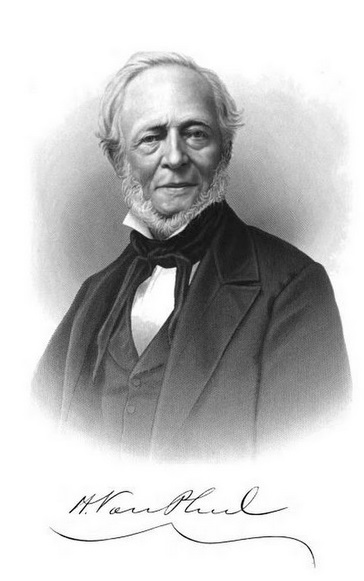
Henry von Phul (1784–1874)

Henry von Phul (* 14. August 1784 in Philadelphia; † 8. September 1874 in St. Louis) war ein amerikanischer Offizier, Pionier und Geschäftsmann, der vor allem in der Geschichte von St. Louis wirkte.

## Herkunft
Henry von Phul gehört zur württembergischen Linie des alten märkischen Adelsgeschlechts von Pfuel (auch Pfuhl oder Phull).
In Bayern war das Rittergut Mollberg, südlich von Höchstädt an der Donau in dem Besitz der Familie, bis Johann Willhelm von Phull (1739–1793) dieses verkaufte und 1764 nach Lancaster, in der Provinz Pennsylvania, auswanderte. Johann Wilhelm (jetzt William) diente als Offizier unter George Washington und erwarb am Mississippi, in der Nähe von Baton Rouge in Louisiana, die Bel Air Plantation. 1775 heiratete er Catherine Graff († 1792 oder 1810).

## Leben
Henry wurde 1784 als fünftes von acht Kindern geboren. Seine Eltern und seine Brüder starben in Folge des 1792 in Philadelphia wütenden Gelbfiebers. Nur Henry und zwei seiner Schwestern überlebten die Epidemie.
1811 kam von Phul aus Philadelphia nach St. Louis, welches zu dieser Zeit eine Bevölkerung von ungefähr 1400 hatte. Henry fing an mit Pelzen zu handeln und diente als United States Mounted Ranger sowie als Aide-de-camp des Nathan Boone (Sohn des Daniel Boone), Kommandeur des 1st United States Regiment of Dragoons, im Kampf gegen Angriffe der Indianer, welche entlang des Missouri sehr häufig stattfanden.

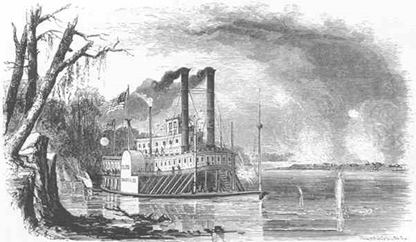
Das Dampfschiff Henry Von Phul (1860)

Henry reiste per Kielboot nach New Orleans, dann nach Madeira, kehrte nach St. Louis zurück und richtete einen Gemischtwarenladen ein. 1817 erlebte Henry wie die General Zebulon Pike als erstes Dampfschiff in St. Louis anlegte. Nachdem Dampfschiffe St. Louis erreichen konnten, wurde er Besitzer einiger der größten Schiffe und baute schließlich ein Geschäft auf, das zu den größten im Westen gehörte. Seine Schiffe waren die ersten die zwischen St. Louis und New Orleans pendelten.
1821 wurde von Phul Direktor der Bank of Missouri, von 1829 bis 1830 Direktor der Branch Bank of the United States in St. Louis. In 1831 wurde von Phul Direktor der Missouri Insurance Company, 1832 Gründer der Union Insurance Company. 1836 gehörte von Phul zu den Gründern der Handelskammer von St. Louis, wurde im selben Jahr ihr Vizepräsident sowie 1840 ihr Präsident. 1855 Direktor der Iron Mountain Railroad.
Von Phul bemühte sich sehr um das Wohlergehen der Stadt. 1817 sammelte er Geld und kaufte der Stadt ihr erstes Löschfahrzeug und ließ eine Feuerwache bauen. 1819 wurde von Phul ein Stadtverwalter, 1823 der erste Wirtschaftsprüfer der Stadt. 1829 wurde er Stadtrat. Er war im Ausschuss des Kemper College sowie von 1838 bis 1840 im Schulausschuss von St. Louis.

## Familie

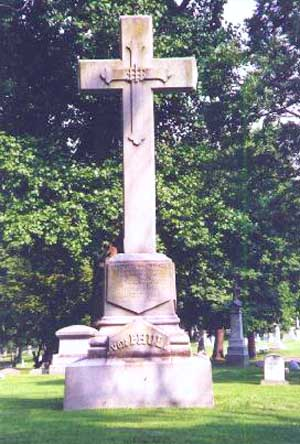
Grabmal des Henry und der Rosalie von Phul, St. Louis, USA

Henry von Phul war der Bruder der amerikanischen Künstlerin Anna Maria von Phul (1786–1823).
1816 heiratete er Rosalie Saugrain (1797–1787), Tochter des Chemikers und Arztes Antoine Saugrain (1763–1820). Aus der Ehe gingen folgende Kinder hervor:
- Frank (Francis) von Phul (1835–1922), war Hauptmann des konföderierten Heeres der Konföderierten Staaten von Amerika. Er diente während des Sezessionskrieges im Stab der Generäle Lewis Henry Little, Daniel Marsh Frost, John Bullock Clark und John S. Marmaduke sowie als Aide-de-camp des Generals Braxton Bragg. Frank war der Vater des Sylvester Louis “Tony” von Phul (1878–1911), amerikanischer Ballonfahrerpionier mit der Fluglizenz Nr. 27; 1911 durch Frank Henwood in der Marble-Bar des Brown Palace Hotels in Denver ermordet. Der Kriminalfall gipfelte in einer Reihe öffentlicher Prozesse, die landesweit Aufsehen erregten.

- Benjamin (1840–1909), war Hauptmann der Missouri Light Artillery.

William von Phul (1871–1949), Präsident und Generaldirektor der Market Street Railway (San Francisco) (1918 bis 1922), vorher Vizepräsident und Generaldirektor der United Railroads of San Francisco, und Henry von Phul (* 1876), Sheriff von Teller County, Colorado, waren Henry von Phuls Enkelsöhne.

## Ehrungen
- Das Dampfschiff Henry von Phul war nach ihm benannt.
- In St. Louis wurde die Von Phul Street nach ihm benannt.[2]